# قبيلة هركي
هركي (بالكردية: ھەرکی) هي قبيلة كبيرة في كردستان. ويعيش الجزء الأكبر من هذه القبيلة في كردستان العراق ويعيش عدد كبير منها في كردستان إيران، كما يوجدون في شمال كردستان.

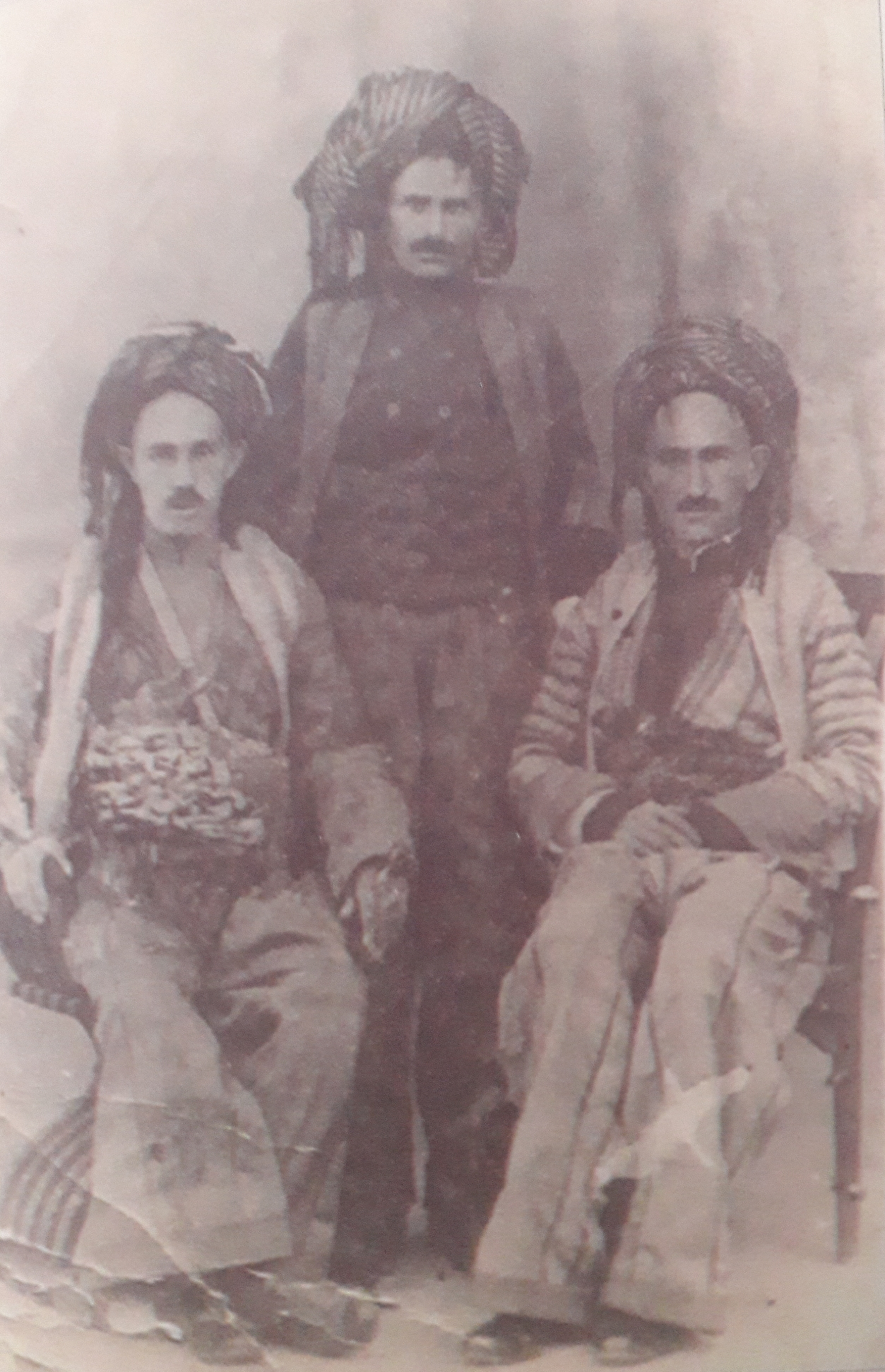
شيخ قبيلة هركي فتاح آغا هركي (يسار) مع حجي ساحئ مالەشین (في الوسط) وسيد آغا هركي (يمين)

## القبائل الفرعية
ينقسم الهيركيون إلى ثلاث قبائل فرعية: مندا وسيدا وسيرهاتي.

## التاريخ
وفقًا للتقاليد، ينحدر الهيركيون من رجل يدعى بابكر أغا.
ومع ذلك، هناك ادعاءات، مثل ادعاء الدكتور زرار صديق توفيق، مؤلف كتاب ”القبائل الكردية وزعماء القبائل في العصور الوسطى“، يعتقد أن الحركيين كانوا موجودين في العصور الوسطى، ربما باسم ”أرجي“. ويبدو أن الآرجي سكنوا حول العمادية خلال العصر العباسي. ومن الأفراد الموثقين الذين ينتمون إلى العرجي رجل يدعى باو العرجي، وهو من رجال أبي الهيجاء بن عبد الله الهكاري المعاصر لعماد الدين زنكي.
ويذكرعباس العزاوي، في كتابه موسوعة عشائر العراق، أنه أكد له أحد زعماء الهيركيين أن الهيركيين في الأصل فرع من القبائل الميلية. وأضاف أيضاً أن الهيركيين مذكورون في كتاب ”سياحتنا في الحدود“ الذي يعود للقرن التاسع عشر.

## اللغة
تنتمي اللهجة الهيركية إلى اللغة الكرمانجية العامية.

## نمط الحياة
عاش الهيركيون في الغالب حياة الترحال مع قطعانهم؛ إلا أن هذا تغير كثيراً بعد عام 1920 ومعاهدة سيفر. فقد أعاقت الحدود الجديدة المرسومة باليد لكل من إيران والعراق وسوريا وتركيا القبائل الكردية من مواصلة أسلوب حياتهم.في عام 1989 كان عددهم حوالي 20,000 شخص يعيشون بين أرومية ورواندوز، وهم من أكبر المجموعات المتبقية من الرعاة الرعويين. وفي تنقلاتهم المنتظمة كانوا يجلبون الملح من إيران إلى العراق ويحملون القمح والشعير إلى إيران.
كان الهيركيون قبيلة مسلحة تسليحاً جيداً، وقد اشتهروا بكونهم محاربين جيدين ورجالاً أشداء. وقد شوهدت بعض نسائهم في بعض الأحيان يقاتلن إلى جانب الرجال. وقد اعتاد الهيركيون على ممارسة السلب والنهب، فعلى سبيل المثال، كان هناك تنافس مستمر بين أحد زعماء الهيركيين ويدعى طاهر آغا ومحمد سعيد بيك من برادوست، على 400 رأس من الماعز نهبها الأول من الثاني.